# جون كارلن
جون كارلن (بالإنجليزية: John Carlin)‏ هو صحفي وكاتب وكاتب سيناريو بريطاني، ولد في 12 مايو 1956 في لندن في المملكة المتحدة.

## وصلات خارجية
- الموقع الرسمي
- جون كارلن على موقع IMDb (الإنجليزية)
- جون كارلن على موقع قاعدة بيانات الفيلم (الإنجليزية)